# Antodice neivai
Antodice neivai är en skalbaggsart som beskrevs av Lane 1940. Antodice neivai ingår i släktet Antodice och familjen långhorningar. Inga underarter finns listade i Catalogue of Life.